# Бердянський художній музей імені Ісаака Бродського
Бердянський художній музей імені Ісаака Бродського — художній музей у місті Бердянську, розташований за адресою вул. Центральна, 29. Колекція музею нараховує до 6 000 пам'яток образотворчого мистецтва.

## Приміщення для художнього музею
Як і більшість провінційних міст півдня Російської імперії музеї практично не мали спеціалізованих приміщень для музеїв. Так було і в Бердянську. Після більшовицького перевороту в жовтні 1917 р. для краєзнавчого музею віддали двоповерхову спорожнілу будівлю колишньої Міської управи. Тобто повторилася ситуація як в Російській імперії, для музею віддали непристосоване приміщення. Дещо новим стала назва — музей перейменували у Бердянський обласний художній музей імені Заслуженого діяча мистецтв І. І. Бродського. Цю назву заклад утримував до 1939 р., до смерті офіційного патрона І. І. Бродського, оголошеного довічним почесним директором.
В роки війни Бердянськ опинився на тимчасово захоплених територіях німецьких загарбників. В кінці цього періоду Бердянськ втратив до вісімдесяти відсотків власної архітектури. Серед поруйнованих була і колишня Міська управа. Зберігся лише колишній флігель управи, де й тіснилися краєзнавчий музей на картини, повернуті з евакуації. Про створення відповідних музейних умов не йшлося. Декотрий час Бердянськ був обласним центром, допоки не пройшло розмежування, обласним центром зробили місто Запоріжжя, а Бердянськ містом обласного підпорядкування. Головне — музей не втратив власні колекції і їх практично не передавали до обласного центру, як то сталося з Маріупольським краєзнавчим музеєм, з котрого для обласного Донецька позабирали цілі колекції експонатів і всю колишню бібліотеку одної з маріупольських гімназій (ця бібліотека 19 століття не була зайвою для Маріуполя).
1947 року художньому музею віддали нове приміщення у 150 кв. метрів, а картини збірки були реставровані у Всеросійській Академії мистецтв. Невелике збільшення колекцій примусило міську владу шукати для галереї нове приміщення. Ним став у 1962 році одноповерховий будиночок у 200 кв. метрів на вулиці Дюміна, 15 з пічним опаленням, відсутністю водопостачання, всі зручності на дворі. Більшість експонатів знову перенесли до запасників.
2007 року музей отримав нове приміщення на тодішній вулиці Карла Маркса, 29 (після перейменування вул. Центральна.)

## Історія колекцій

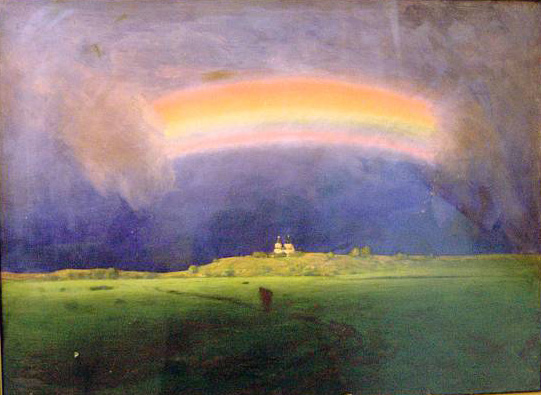
Куїнджі А. І. «Веселка». Бердянський художній музей

Появі художнього музею в Бердянську посприяли декілька умов (пограбування музей колишньої Академії мистецтв у Петербурзі, прихід до її керівництва художника і колекціонера І. І. Бродського (родом з Бердянщини). Він і посприяв як рятуванню частини експонатів академічного музею та негайному вивезенню цих експонатів як до тодішнього обласного центру Дніпропетровська (300 зразків), так і до Бердянська вантажівкою. Це була ініціатива зверху, не було проведено підготовчого періоду, місто не мало музейного приміщення з відповідними умовами зберігання картин. Позитивним був патронат впливового на той час художнього функціонера над музеєм та передача до міста частки експонатів з приватної збірки Бродського.
Політичні і ідейні переконання самого Бродського могутньо вплинули на відбір картин і експонатів. Всі вони стосувались напрямків реалізму та імперського академізму. Офіційне визнання Бродського (що розробляв ленініану) комуністичним урядом сприяло рятуванню та передачам у музей творів доби соціалістичного реалізму. Частка творів стосувалась академічних завдань студентів академії чи ранніх творів відомих майстрів, що не досягали вищих щаблів власної творчості (Сєров Валентин Олександрович «Натурник з червоною тканиною» у повний зріст та інші).
За радянських часів, восени 1930 року, Ісаак Бродський разом зі своїм учнем Петром Петровичем Бєлоусовим (1912 — 1989) привезли до Бердянська і подарували рідному місту 230 творів живопису, скульптури і графіки. Художній музей було урочисто відкрито 7 листопада 1930 року. Він не полишав без уваги художній музей і надалі, передавав до його збірок різні твори переважно невисокого художнього щаблю.
Художній рівень збірки трохи збільшили за рахунок семи картин, що Бродський спромігся отримати 1931 року з фондів Державного Російського музею (серед них М. Фешин «Жінка з дзеркальцем»)
Більшість творів в музейній колекції належать грону відомих російських живописців другої половини XIX — початку ХХ ст.: Айвазовському, Бенуа, М. П. Богданову-Бєльському, М. Н. Дубовському, Коровіну, Крамському, Архипу Куїнджі, Кустодієву, А. О. Рилову, О. К. Саврасову. Гідне місце в зборах музею займають конкурсні і дипломні роботи учнів Імператорської Академії мистецтв, академічні медалі, що отримали на виставках, і премії.
У 1930-ті роки в музейну колекцію надійшло певна кількість робіт після художньої виставки студентів-практикантів Всеросійської Академії мистецтв: О. І. Лактіонова, М. С. Копєйкіна, А. Н. Яр-Кравченко. Їх приїзд до Бердянська був організований І. І. Бродським. Творів же самого І. І. Бродського в зборах музею небагато — в основному авторські повторенняпортетів революційних діячів і малюнки. Чітке промальовування деталей, професійний малюнок, уміння розібратися в найдрібніших подробицях — відмінні риси робіт І. І. Бродського.
З початком радянсько-німецької війни музей був евакуйований, бо в ньому було чимало портретів політичних діячів СРСР, а ці матеріали підлягали негайній евакуації та збереженню. Картинна галерея та книги були евакуйовані у місто Сталінград. Але німецькі загарбники захопили всі території на правому березі Волги у Сталінграді. Музейне майно знову евакуювали та перевезли на лівий берег Волги. Втрати були, але серед втраченого вісімнадцять картин (18) художників 19 ст., вісім (8) скульптур, сорок чотири (44) музейні книги. Втрати треба визнати невеликим, бо художні музеї Дніпропетровська, Харкова, Донецька (тоді Сталіно) чи Музею Ханенків в Києві понесли непоправних втрат в найцінніших частинах власних збірок без їх відновлення.

## Відновлення документації та повоєнний період
Наприкінці 1945 року музейна колекція повернулася до Бердянська. Непоправною втратою для музею виявилася повністю знищена документація.
Розшуки істориків довели, що початковий період створення та формування колекцій мав чимало недоопрацювань та протиріч. Картини та скульптури, привезені Бродським, первісно рахувались експонатами краєзнавчого музею, тому й могли бути зараховані як краєзнавчі експонати.
Післявоєнний період історії музею відмічений копіткою науковою і пошуковою діяльністю. 1953 року для відновлення втрачених документів на допомогу приходить Семен Георгійович Івенський, що займався науковим вивченням музейної колекції. Через 50 років, абсолютно несподівано, музей отримує в дар від С. Г. Івенського 1 500 екслібрисів з його колекції. Це найбільша колекція будь-коли дарована музею. Сам Івенський С. Г. емігрував до Ізраїлю, де доживав останні роки.
Збори своїх офортів і естампів передав художник Белоусов. Сьогодні Бердянський художній музей володіє якнайповнішими зборами робіт цього майстра. Продовжуючи традицію І. І. Бродського, ваговитим вкладом в збільшення музейних фондів з'явилися в 1990-х, роках дари художників Приазов'я. В цей же час починається активна виставкова діяльність. Приходить нове покоління музейних співробітників, вони вивчають раніше не досліджені матеріали.

## Особливості експозицій

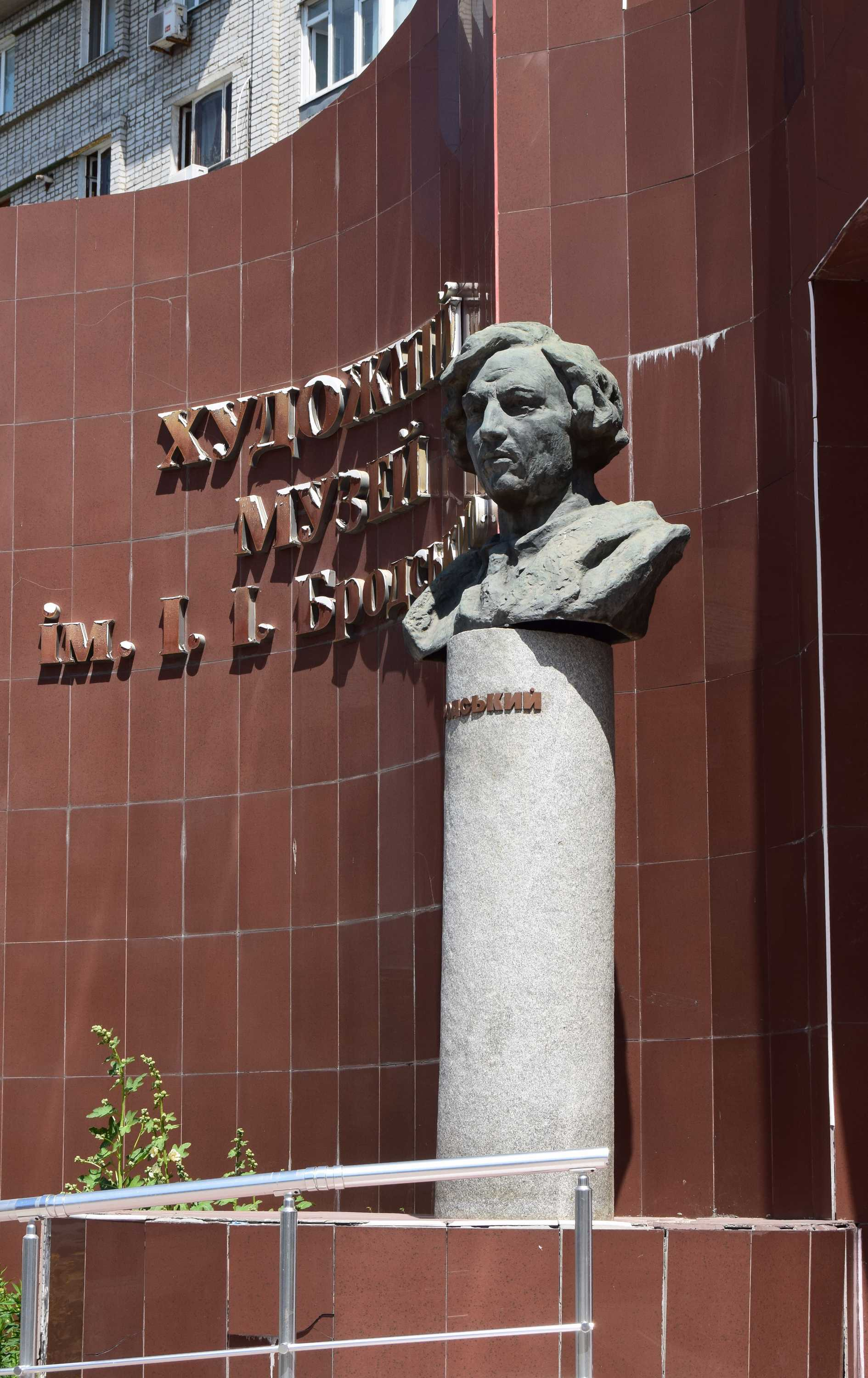
Скульптор Е. Шашель. Погруддя І. І. Бродського, фото 2019 р.

Скульптор Едуард Шашель створив бронзове погруддя Бродського, що прикрасило вхідний портал художнього музею. Серед скульптур збірки твори Івана Кавалерідзе.
Музейна збірка на початок 21 ст. має чималу кількість різнохарактерних творів і жанрів — портрет, пейзаж, натюрморт, побутовий жанр, академічна штудія тощо. Декілька експонатів набули надзвичайного значення через нестримні переоцінки і стилів, і картин, і місця художників в ієрархії мистецтв. Музей зберігає ранній твір Миколи Фешина «Жінка з дзеркальцем», що згодом емігрував до Сполучених Штатів і зарахований до американської історії мистецтв. Ностальгічний пейзаж «Покинута дворянська садиба» належить ще одному емігранту до США, поету і художнику Давиду Бурлюку (1882—1967), картини котрого має далеко не кожний провінційний музей. Серед позаофіційної ленініани та офіційних портретів політичних діячів СРСР картини Бродського — пейзажі «Парк восени» та «На острові Капрі». Серед нечастих в картинних галереях триптихів — твір художника Бердникова «Приазов'я» 1992 року. Серед нерадянської тематики — М. П. Богданов-Бельський «Іспанська танцівниця», М'ясоєдов І. Г. «Венеційські купці-розбійники в човні з рабами» бл. 1909 р.
Музей утримує надзвичайно малу і нерепрезентативну колекцію картин західноєвропейських митців. Гіршій стан в цьому питанні має Художній музей імені Куїнджі в сусідньому Маріуполі, де збірка і меша, і невідповідна статусу великого промислового міста і культурного центру Приазов'я.

## Два полюси картинної галереї
Два різнозаряджені полюси картинної галереї — «Ленін у Смольному у 1917 році» роботи Ісаака Бродського та «Венеційські купці-розбійники в човні з рабами» пензля Івана Григоровича М'ясоєдова (1881—1953).
З «Леніна у Смольному у 1917 році» в роки СРСР зробили ікону комуністичного правління, що розійшлася країною у копіях провінційних майстрів, в репродукціях журналу «Огонек», в тисячах поштівок. Але після розпаду СРСР картина сприймається як сторінка мало зрозумілої історії для молоді, хоча політичного вождя намагались подавати як втілення позитиву та всіх чеснот.
Навпаки, популярність картини «Венеційські купці-розбійники в човні з рабами» тільки почала набувати обертів. Автор був у захваті від історії Стародавньої Греції та Риму в її академічному варіанті, тому його перші картини були присвячені якраз античності. Звертався Іван М'ясоєдов і до подій західноєвропейського середньовіччя. Саме цій темі і присвячена картина бердянського музею. Але для персонажів полотна язик не повертається використати слово «герої», бо це герої кримінальних хронік минувшини, адже кримінальні зірки століттями не сходили з небес Венеції. Ні про який позитивний образ цих персон не йдеться, хоча у винахідливості і сміливості їм не можна відмовити. В картині відчутний присмак академізму з його культом оголених чоловічих торсів у різних ракурсах. Все це має і твір пензля Івана М'ясоєдова. Але не оголені торси головне в картині, а фіксація дикого чоловічого волевиявлення та щоденного злочину, коли дні — це грабунки узбережжя, агресивні атаки і убивства, смерті самих венеційців, захоплення рабів та работоргівля, що ведуть венеційські купці-злочинці, багатьма злостьми та злочинами відомі з давніх-давен. Для цих персонажів — ніщо чуже людське життя і майже все — їх майно, частка котрого вже награбована і завантажена в човен.
Навряд чи Ісаак Бродський все знав і про картину, і про долю Івана М'ясоєдова, циркового актора, чудового гравера, денікінця, емігранта з більшовицької Росії, апатрида, фальшивомонетника і зека, що народився у Харкові, а помер у місті Буенос-Айрес. Інакше б не рятував твір емігранта і денікінця навіть з міркувань власної безпеки та кар'єри офіціозного художника. Картина могла бути спалена чи знищена, як і велика кількість картин ідейно чужинських радянській владі, для котрих в СРСР роками не знаходили місця в тісних музейних запасниках.